# 梁王城遗址
梁王城遗址，位于江苏省邳州市戴庄镇，是中华人民共和国全国重点文物保护单位之一。2002年10月22日公布为第五批江苏省文物保护单位；2013年3月5日公布为第七批全国重点文物保护单位。